# Sint-Catharinakerk (Frankfurt)
De Sint-Catharinakerk (Duits: St.-Katharinen-Kirche) is de grootste protestantse kerk in de Duitse stad Frankfurt am Main. De kerk staat midden in het stadscentrum aan de Hauptwache. Het barokke gebouw werd van 1678 tot 1681 gebouwd. In 1944 werd de Catharinakerk samen met de binnenstad van Frankfurt vernietigd. De herbouw van de kerk volgde in de jaren 1950-1954.
De Catharinakerk is een van de acht zogenaamde dotatiekerken van Frankfurt. Sinds 1802 zijn deze kerken eigendom van de stad Frankfurt en de stad heeft de plicht deze gebouwen te onderhouden. De kerk is buiten de gewone vieringen op gewone werkdagen voor bezichtiging geopend van 14:00 uur tot 18:00 uur.

## Geschiedenis
De barokke Catharinakerk werd tussen 1678 en 1681 gebouwd op de plaats van een gesloopte kerk. Het was de eerste nieuwbouwkerk in de stad sinds de reformatie. De kerk lag onmiddellijk ten oosten van de oude stadsmuur. Daarom liet de bouwmeester Melchior Heßler de 54 meter hoge toren van de kerk aan de noordzijde van de kerk bouwen. Tot in het begin van de 20e eeuw was de toren het op een na hoogste gebouw van de stad.
Het eenvoudige exterieur van de kerk contrasteerde met het overweldigend fraaie interieur. Langs de west-, noord- en oostzijde van het interieur liepen twee verdiepingen met galerijen. De balustrades van de galerijen waren bedekt met in totaal 83 schilderijen van voornamelijk Bijbelse voorstellingen en allegorische motieven. Epitafen bedekten muurdelen. De bewerkte kansel bevond zich aan de zuidzijde van de kerk. De houten plafondconstructie deed denken aan een gotisch ribgewelf. Oorspronkelijk was het plafond ook beschilderd met Bijbelse taferelen, maar bij een renovatie in 1778 verdween deze beschildering.

## Vernietiging en herbouw
Verschrikkelijke luchtaanvallen verwoestten op 18, 22 en 24 maart 1944 de oude binnenstad van Frankfurt. Op 22 maart om 21:30 uur bleven de wijzers van het uurwerk op de toren van de Catharinakerk staan, het tijdstip van het bombardement waarbij de Catharinakerk getroffen werd en volledig uitbrandde. Hierbij ging het gehele barokke interieur verloren. Enkele ingemetselde epitafen ontsnapten aan de vernietiging. De schilderijencyclus was uit voorzorg reeds uit de kerk verwijderd en overleefde eveneens het oorlogsgeweld.
De reconstructie van de kerk begon in 1950 en werd in 1954, nadat de wijzers van de torenklok tien jaar hadden stilgestaan, voltooid. In het jaar van voltooiing kreeg de kerk ook vervangende klokken voor de klokken die in de Tweede Wereldoorlog verloren waren gegaan.
Het exterieur van de kerk werd in de oorspronkelijke staat herbouwd. De wijze waarop het interieur zou moeten worden hersteld was echter nog lange tijd onderwerp van discussie. De kerk kreeg de houten overwelving terug, maar men zag af van herbouw van de dubbele rijen galerijen. In plaats daarvan werd aan de westelijke zijde van de kerk een galerij gebouwd voor het orgel. Het altaar, de banken, de belichting, alles werd op zeer eenvoudige wijze uitgevoerd. Herhaaldelijk overwoog men de behouden en intussen gerestaureerde schilderijen van de voormalige galerijen terug te plaatsen in de kerk. In 1990 werden acht ervan in de balustrade van de westelijke galerij geplaatst. Maar omdat de huidige binnenarchitectuur van de kerk geen uitgelezen mogelijkheid meer biedt om alle 80 schilderijen tegelijkertijd te presenteren, worden de overige schilderijen slechts in het kader van speciale gelegenheden tentoongesteld. De 17 gebrandschilderde ramen tonen in de noordzijde oudtestamentische voorstellingen, in de zuidzijde nieuwtestamentische parabels en in het koor voorstellingen uit de heilsgeschiedenis en werden gemaakt door de kunstenaar Charles Crodel.

## Afbeeldingen

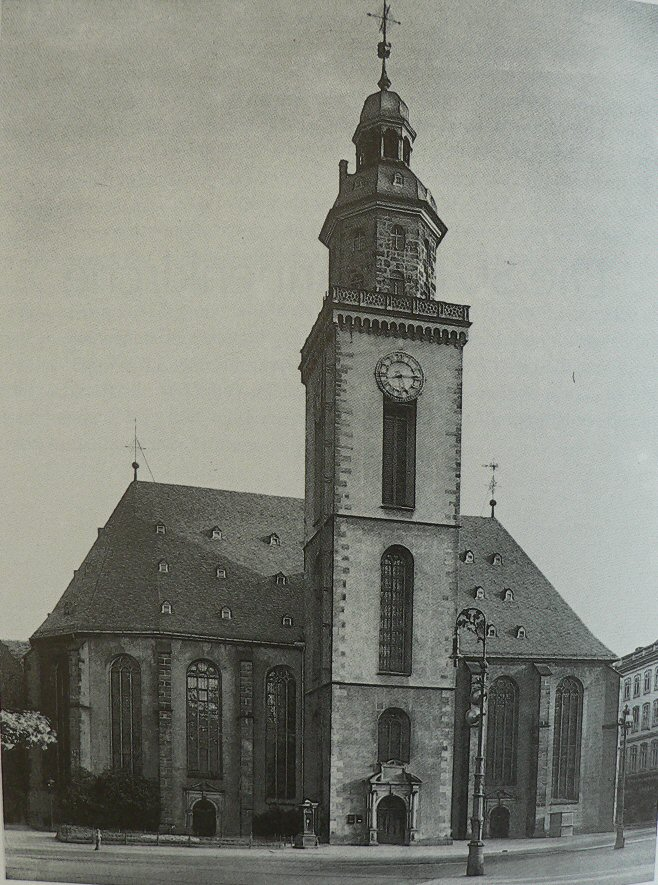
De Catharinakerk rond 1900
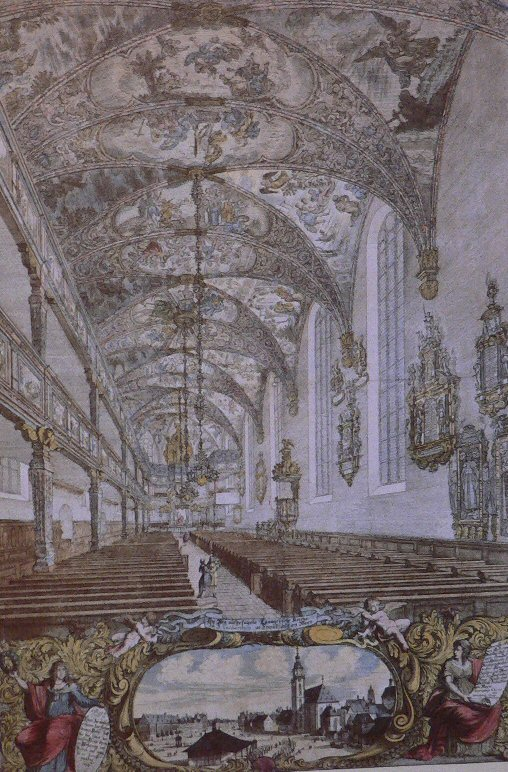
De kerk met beschilderd plafond (circa 1683)
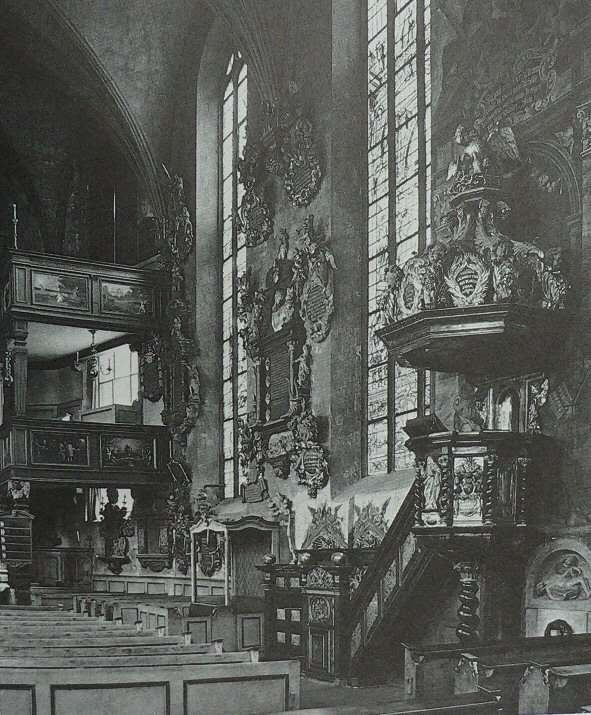
Interieur 1900
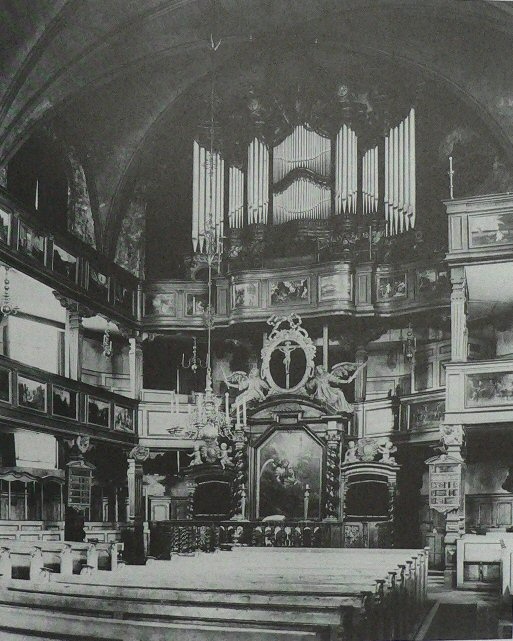
Orgel (1900)

## Trivia
De ouders van Johann Wolfgang von Goethe kerkten in de Catharinakerk. Of de grote Duitse dichter ook werd gedoopt in de kerk is niet zeker, mogelijk werd hij thuis gedoopt. Hij woonde er later wel kerkdiensten bij.